# John Roox
John Roox (Venlo, 28 februari 1961) is een voormalig Nederlands doelman en keeperstrainer.

## Spelerscarrière
In totaal kwam Roox uit voor drie profclubs, te weten VVV, Excelsior en Helmond Sport. Bij de eerstgenoemde club kwam hij tot een indrukwekkend aantal van 490 officiële wedstrijden (waarvan 419 competitiewedstrijden), verdeeld over veertien seizoenen. Daarmee is hij tot op heden recordhouder aantal gespeelde profwedstrijden voor de Venlose club.
Op 24 augustus 1983 stond Roox, als vervanger voor Gerrit Vooys, voor het eerst onder de lat van de destijds in de Eerste divisie spelende club FC VVV. De aanleiding tot zijn debuut was opmerkelijk. Tijdens de thuiswedstrijd van FC VVV tegen FC Den Haag liet Vooys een bal glippen waardoor het 1-1 werd. Uit frustratie over de afkeurende reacties van het publiek liep hij vervolgens tot ieders verbijstering van het veld af. Trainer Sef Vergoossen moest hem daarna vervangen door Roox die al snel uitgroeide tot de onbetwistbare eerste keus. Hij miste zelfs geen wedstrijdminuut tussen 26 november 1983 en 31 augustus 1989, toen hij zich in de thuiswedstrijd tegen PSV (0-2) geblesseerd moest laten vervangen door Rik Laurs.
In het seizoen 1995/96 gaf de toenmalige VVV-trainer Jan Versleijen de voorkeur aan René Ponk en Roox werd verhuurd aan Excelsior, waar hij slechts één seizoen (10 wedstrijden) het doel verdedigde. In die tiende wedstrijd raakte hij zwaar geblesseerd, waardoor hij de rest van het seizoen niet kon afmaken. Hierna verdedigde hij nog een jaar het doel van Achilles '29 uit Groesbeek.
In het seizoen 1997/98 kreeg Roox een contract bij Helmond Sport, waar hij gelijk het hele seizoen door het doel verdedigde. Daarna speelde hij er nog eens vier seizoenen lang, vrijwel geen competitiewedstrijd missend.
Zijn loopbaan sloot hij af bij de club waar hij was begonnen, VVV. In seizoen 2001/02 stond hij nog 28 wedstrijden in het doel, waarna hij op 41-jarige leeftijd definitief stopte met de sport.

## Latere carrière
Hij werkte later bij een transportbedrijf en was vervolgens jarenlang keeperstrainer bij Roda JC. In maart 2014 maakte de Kerkraadse club bekend dat zijn aflopende contract niet wordt verlengd. In augustus van datzelfde jaar werd bekend dat hij aan de slag ging als keeperstrainer van Helmond Sport. Die functie combineert hij vanaf november 2014 tijdelijk met werkzaamheden voor VVV als vervanger voor Wim Jacobs die door een hartstilstand werd getroffen. In januari 2016 werd Roox opnieuw toegevoegd aan de technische staf van de Venlose eerstedivisionist, omdat Jacobs inmiddels andere taken binnen de club had gekregen. In de zomer van 2016 werd zijn contract met twee jaar verlengd. In 2018 verlengde Roox die verbintenis opnieuw met nog eens twee jaar. Hij verlengde in 2020 zijn aflopende contract met drie jaar. In februari 2023 maakte de club bekend dat hun wegen na afloop van het seizoen zouden scheiden. In mei 2023 stapte hij over als keeperstrainer naar RKSV Wittenhorst. Een jaar later nam hij daar afscheid en besloot hij een punt te zetten achter zijn trainerscarrière.
Roox woont in Venlo.

## Statistieken
| Seizoen         | Club            | Competitie      | Competitie | Competitie | Beker | Beker | Overige | Overige | Totaal | Totaal |
| Seizoen         | Club            | Competitie      | Wed.       | Dlp.       | Wed.  | Dlp.  | Wed.    | Dlp.    | Wed.   | Dlp.   |
| --------------- | --------------- | --------------- | ---------- | ---------- | ----- | ----- | ------- | ------- | ------ | ------ |
| 1981/82         | FC VVV          | Eerste divisie  | 0          | 0          | 0     | 0     | 0       | 0       | 0      | 0      |
| 1982/83         | FC VVV          | Eerste divisie  | 0          | 0          | 0     | 0     | 0       | 0       | 0      | 0      |
| 1983/84         | FC VVV          | Eerste divisie  | 22         | 0          | 0     | 0     | 6       | 0       | 28     | 0      |
| 1984/85         | FC VVV          | Eerste divisie  | 34         | 0          | 2     | 0     | —       | —       | 36     | 0      |
| 1985/86         | VVV             | Eredivisie      | 34         | 0          | 1     | 0     | —       | —       | 35     | 0      |
| 1986/87         | VVV             | Eredivisie      | 34         | 0          | 3     | 0     | 6       | 0       | 43     | 0      |
| 1987/88         | VVV             | Eredivisie      | 34         | 0          | 5     | 0     | 6       | 0       | 45     | 0      |
| 1988/89         | VVV             | Eredivisie      | 34         | 0          | 2     | 0     | —       | —       | 36     | 0      |
| 1989/90         | VVV             | Eerste divisie  | 34         | 0          | 2     | 0     | —       | —       | 36     | 0      |
| 1990/91         | VVV             | Eerste divisie  | 36         | 0          | 2     | 0     | 6       | 0       | 44     | 0      |
| 1991/92         | VVV             | Eredivisie      | 32         | 0          | 3     | 0     | —       | —       | 35     | 0      |
| 1992/93         | VVV             | Eerste divisie  | 33         | 0          | 2     | 0     | —       | —       | 35     | 0      |
| 1993/94         | VVV             | Eredivisie      | 30         | 0          | 1     | 0     | 6       | 0       | 37     | 0      |
| 1994/95         | VVV             | Eerste divisie  | 32         | 0          | 4     | 0     | 6       | 0       | 42     | 0      |
| 1995/96         | VVV             | Eerste divisie  | 2          | 0          | 3     | 0     | 0       | 0       | 5      | 0      |
| 1995/96         | Excelsior       | Eerste divisie  | 10         | 0          | 0     | 0     | —       | —       | 10     | 0      |
| 1996/97         | Achilles '29    | Eerste klasse   | -          | -          | -     | -     | —       | —       | -      | -      |
| 1997/98         | Helmond Sport   | Eerste divisie  | 34         | 0          | 4     | 0     | —       | —       | 38     | 0      |
| 1998/99         | Helmond Sport   | Eerste divisie  | 33         | 0          | 3     | 0     | 5       | 0       | 41     | 0      |
| 1999/00         | Helmond Sport   | Eerste divisie  | 33         | 0          | 6     | 0     | —       | —       | 39     | 0      |
| 2000/01         | Helmond Sport   | Eerste divisie  | 33         | 0          | 5     | 0     | —       | —       | 38     | 0      |
| 2001/02         | VVV             | Eerste divisie  | 28         | 0          | 5     | 0     | —       | —       | 33     | 0      |
| Carrière totaal | Carrière totaal | Carrière totaal | 562        | 0          | 53    | 0     | 41      | 0       | 656    | 0      |